# Casa individuală de pe str. Alexei Șciusev, 81 (Chișinău)
Casa individuală de pe strada Alexei Șciusev, 81 este un monument de arhitectură de însemnătate națională din orașul Chișinău, inclus în Registrul monumentelor ocrotite de stat din Republica Moldova.

## Istoric
Prima mențiune documentară despre această clădire datează din 1871, când era proprietatea Varvarei Burdujeva (Burduja), văduvă de secretar de colegiu. În septembrie 1892, casa a fost achiziționată de preotul Grigorii Fomici Mizimski. În 1940, proprietari erau Mizimski și Bebelo.
În anii 1890, clădirea a fost înălțată cu un etaj și paramentul a fost tencuit neted în întregime.

## Descriere
Arhitectura fațadei este soluționată în stil eclectic, cu orientare retrospectivă. Casa a fost construită inițial într-un nivel, ridicată pe un plan alungit în adâncul sectorului, pe demisol înalt și cu fațada îngustă aliniată străzii. Fațada era în zidărie aparentă, cu o compoziție asimetrică, cu patru axe, dintre care trei sunt goluri de ferestre și una de ușă – cea din urmă amplasată lateral, spre dreapta, într-un rezalit. Decorația plastică este compusă din detalii arhitectonice: cornișă cu muluri, ancadramente cu frontoane în semicerc, friza superioară a pereților dotată cu două rânduri de denticule.